# Uraeginthus
Uraeginthus Cabanis, 1851 è un genere di uccelli passeriformi della famiglia degli Estrildidi.

## Tassonomia
Al genere vengono ascritte cinque specie:
- Uraeginthus angolensis (Linnaeus, 1758) - astrilde blu
- Uraeginthus bengalus (Linnaeus, 1766) - cordon blu
- Uraeginthus cyanocephalus (Richmond, 1897) - astrilde testa blu
- Uraeginthus granatinus (Linnaeus, 1766) - granatino
- Uraeginthus ianthinogaster Reichenow, 1879 - granatino purpureo

Nell'ambito della famiglia degli estrildidi, le specie ascritte al genere Uraeginthus appaiono vicine al clade formato dai pirenesti (genere Pyrenestes) e dai becco azzurro (genere Spermophaga).
Secondo alcuni autori, le due specie di granatino andrebbero ascritte a un genere a sé stante, Granatina, col nome rispettivamente di Granatina granatina e Granatina ianthinogaster.

## Distribuzione
Le specie ascritte a questo genere sono diffuse in gran parte dell'Africa subsahariana: il loro habitat d'elezione è rappresentato dalla savana con presenza di macchie di boscaglia alberata o cespugliosa.

## Descrizione

### Dimensioni
Le specie ascritte al genere raggiungono una lunghezza massima di 13–14 cm.

### Aspetto
Si tratta di uccelli dall'aspetto robusto, muniti di lunga coda rettangolare e becco conico e appuntito.

La colorazione è perlopiù grigio-brunastra su tutto il corpo, con l'area ventrale e la coda di colore più sgargiante (violaceo nelle due specie di granatino, azzurro nelle restanti tre specie): in generale, le femmine presentano colorazione più spenta rispetto ai maschi.

## Biologia
Si tratta di uccelli diurni, che vivono perlopiù in piccoli gruppi, ma che durante il periodo riproduttivo tendono a stare in coppie: essi passano la maggior parte del tempo fra la vegetazione o al suolo, alla ricerca di cibo.

### Alimentazione
Tutte le specie sono perlopiù granivore, nutrendosi di piccoli semi ed integrando la propria dieta con piccoli invertebrati, bacche e frutta.

### Riproduzione
La riproduzione di questi uccelli segue, per modalità e tempistica, il pattern tipico degli estrildidi, coi due sessi che collaborano nella costruzione del nido, nella cova e nelle cure parentali verso i nidiacei.